# Cingulopsidae
Cingulopsidae là một họ ốc biển, là động vật thân mềm chân bụng sống ở biển trong nhánh Littorinimorpha.

## Chi và loài
Chi và loài trong Cingulopsidae bao gồm:
- Chi Eatonina Thiele, 1912
  - Eatonina celata Monterosato, 1884
  - Eatonina cossurae Calcara, 1841
  - Eatonina fulgida J. Adams, 1854
  - Eatonina matildae Rubio & Rodriguez Babio, 1996
  - Eatonina ochroleuca Brusina, 1869
  - Eatonina pumila Monterosato, 1884
- Chi Eatoniopsis
- Chi Pseudopisinna
- Chi Tubbreva
  - Tubbreva micrometrica Aradas & Benoit, 1876